# Wir Kinder aus dem Möwenweg
Wir Kinder aus dem Möwenweg ist eine deutsche Zeichentrickserie, die zwischen 2015 und 2017 produziert wurde. Die Geschichte basiert auf dem gleichnamigen Buch von Kirsten Boie.

## Handlung
Tara ist vor kurzem mit ihren Eltern und den beiden Brüdern Petja und Maus in eine neu gebaute Reihenhauszeile im Möwenweg gezogen. Dort fühlt sie sich wohl, denn es gibt viele Kinder, Tieneke, Fritzi, Jule, Vincent und Laurin, die auch in der Straße wohnen. In einem Endhaus wohnen die von den Kindern Oma und Opa genannten Kleefelds. Es gibt auch noch die unfreundlichen Voisins. Taras allerbeste Freundin ist das  gleichaltrige Einzelkind Tieneke Tiehmann, mit der sie viel unternimmt. Tieneke hat Kaninchen.

## Produktion und Veröffentlichung
Die Serie wurde zwischen 2015 und 2017 in Deutschland von der WunderWerk GmbH im Auftrag des ZDF produziert. Regie führten Eckart Fingberg und Katjenka Krause. Das Drehbuch schrieben Lisa Clodt, Heike Sperling und Eckart Fingberg. Die Musik komponierte Danny Chang.
Die Serie wurde erstmals am 10. Oktober 2015 auf KIKA ausgestrahlt. Weitere Ausstrahlungen erfolgten im ZDF und auf ORF eins. Als Video-on-Demand-Angebot lässt sich die Serie über ITunes, Amazon Video und die ZDFmediathek empfangen.

## Episodenliste

### Staffel 1
| Folgen-Nr. | Nr. in der Staffel | Titel                          | Erstausstrahlung |
| 1          | 01                 | Wir ziehen ein                 | 10. Oktober 2015 |
| 2          | 02                 | Wir kommen in die neue Schule  | 11. Oktober 2015 |
| 3          | 03                 | Wir bekommen Kaninchen         | 12. Oktober 2015 |
| 4          | 04                 | Wir kochen Rosenparfüm         | 14. Oktober 2015 |
| 5          | 05                 | Wir haben einen Imbiss         | 13. Oktober 2015 |
| 6          | 06                 | Wir reißen aus                 | 15. Oktober 2015 |
| 7          | 07                 | Wir beschatten Voisins         | 16. Oktober 2015 |
| 8          | 08                 | Wir sind Popstars              | 17. Oktober 2015 |
| 9          | 09                 | Wir fahren zum Badesee         | 18. Oktober 2015 |
| 10         | 10                 | Wir machen einen Sponsored Run | 19. Oktober 2015 |
| 11         | 11                 | Wir hüten Haustiere            | 20. Oktober 2015 |
| 12         | 12                 | Wir gehen Laterne-Laufen       | 21. Oktober 2015 |
| 13         | 13                 | Wir feiern Geburtstag          | 22. Oktober 2015 |
| 14         | 14                 | Wir beerdigen einen Vogel      | 23. Oktober 2015 |
| 15         | 15                 | Wir backen Kekse               | 24. Oktober 2015 |
| 16         | 16                 | Wir retten ein Tier            | 25. Oktober 2015 |
| 17         | 17                 | Wir freuen uns auf Weihnachten | 26. Oktober 2015 |
| 18         | 18                 | Wir spielen im Schnee          | 27. Oktober 2015 |
| 19         | 19                 | Wir suchen Maus                | 28. Oktober 2015 |
| 20         | 20                 | Wir pflegen Mama gesund        | 29. Oktober 2015 |
| 21         | 21                 | Wir kriegen einen Liebesbrief  | 30. Oktober 2015 |
| 22         | 22                 | Wir drehen einen Film          | 31. Oktober 2015 |
| 23         | 23                 | Wir sind fast zerstritten      | 1. November 2015 |
| 24         | 24                 | Wir legen uns rein             | 2. November 2015 |
| 25         | 25                 | Wir suchen Ostereier           | 3. November 2015 |
| 26         | 26                 | Wir feiern ein Möwenweg-Fest   | 4. November 2015 |

### Staffel 2
| Folgen-Nr. | Nr. in der Staffel | Titel                                | Erstausstrahlung   |
| 27         | 01                 | Wir sind allein zu Haus              | 21. August 2017    |
| 28         | 02                 | Wir zähmen einen Hund                | 22. August 2017    |
| 29         | 03                 | Wir retten einen Teich               | 23. August 2017    |
| 30         | 04                 | Wir suchen einen Mann für Zita-Sybil | 24. August 2017    |
| 31         | 05                 | Wir verdienen Geld                   | 25. August 2017    |
| 32         | 06                 | Wir stellen einen Weltrekord auf     | 26. August 2017    |
| 33         | 07                 | Wir wünschen uns ein Pferd           | 27. August 2017    |
| 34         | 08                 | Wir sind verliebt                    | 28. August 2017    |
| 35         | 09                 | Wir zelten im Garten                 | 29. August 2017    |
| 36         | 10                 | Wir lernen für die Schule            | 30. August 2017    |
| 37         | 11                 | Wir trainieren für die Feuerwehr     | 31. August 2017    |
| 38         | 12                 | Wir gehen auf Schnitzeljagd          | 1. September 2017  |
| 39         | 13                 | Wir verfolgen das Glück              | 2. September 2017  |
| 40         | 14                 | Wir wollen heiraten                  | 3. September 2017  |
| 41         | 15                 | Wir sind Reporter                    | 4. September 2017  |
| 42         | 16                 | Wir wählen einen Beruf               | 5. September 2017  |
| 43         | 17                 | Wir sorgen für einen Igel            | 6. September 2017  |
| 44         | 18                 | Wir schlichten Streit                | 7. September 2017  |
| 45         | 19                 | Wir fangen Mäuse                     | 8. September 2017  |
| 46         | 20                 | Wir verraten kein Wort               | 9. September 2017  |
| 47         | 21                 | Wir jagen den Dieb                   | 10. September 2017 |
| 48         | 22                 | Wir staunen über Oma                 | 11. September 2017 |
| 49         | 23                 | Wir bauen ein Baumhaus               | 12. September 2017 |
| 50         | 24                 | Wir schießen Elfmeter                | 13. September 2017 |
| 51         | 25                 | Wir haben Kaninchenbabies            | 14. September 2017 |
| 52         | 26                 | Wir führen Wahlkampf                 | 15. September 2017 |